# Almerigo Ventrella
Almerigo Ventrella (* 25. Mai 1864 in Pirano, Istrien; † nach 1924) war ein istrianisch-italienischer Politiker und Anwalt. Er war Abgeordneter zum istrianischen Landtag und der Camera dei deputati in Rom.

## Leben
Almerigo entstammte mütterlicherseits der alteingesessenen Familie Bruni, die in der venezianischen Republik eine Reihe hoher Beamte gestellt hatte. Sein Vater war der Komponist Giuseppe Ventrella, der insbesondere für seine geistliche Musik bekannt war. Almerigo Ventrella besuchte das Gymnasium in Koper und studierte in der Folge Rechtswissenschaft Prag, Innsbruck und Wien, wobei er in Wien zum Dr. jur promovierte. Er verschrieb sich bald dem Irredentismus und wirkte zwei Mal als Bürgermeister von Piran. Zudem war er mehrere Jahre Mitglied der Geschäftsführung der Istrischen Politischen Gesellschaft und einige Zeit deren Sekretär. Er gründete in Piran eine lokale Sektion der irredentistischen Lega Nazionale und rückte am 19. Dezember 1898 erstmals als Nachfolger von Nicolo Venier als Vertreter der Stadt Pirano in den istrianischen Landtag nach. Er gehörte in der Folge dem Landtag bis 1909 an und rückte nach kurzer Pause am 14. Dezember 1909 als Nachfolger des verstorbenen Giuseppe Bubba neuerlich im Landtag nach.
Nach Ausbruch des Ersten Weltkriegs wurde Ventrella in Wagna (Steiermark) interniert. Es folgten weitere Internierungen in Hainburg an der Donau, Schloss Göllersdorf, Baden und Mödling bis Ende November 1917.
Im Jahr 1922 wurde Ventrella Mitglied des außerordentlichen Provinzrates von Istrien, Präsident der wirtschaftspolitischen Kommission und Mitglied der Schulkommission. Er kandidierte am 6. April 1924 wurde er bei den Parlamentswahlen in Italien 1924 zum Vertreter des Bezirks Venezia Giulia gewählt. Seine Vereidigung erfolgte am 24. Mai, die Wahl wurde am 30. Mai bestätigt.
Er war in der Abgeordnetenkammer Präsident der Kommission für den Gesetzentwurf der Umwandlung des königlichen Dekrets: über Bestimmungen für annektierte Grundschulen sowie  Sekretär der Kommission für den Gesetzentwurf der Umwandlung des königlichen Dekrets für die Verlängerung der Frist für die Ernennung von Vertretern des Parlaments der Kyrenaika.